# Liga de Futebol Profissional do Uzbequistão
Liga de Futebol Profissional do Uzbequistão, abr. UzPFL (em usbeque:  Oʻzbekiston Professional futbol ligasi / Ўзбекистон профессионал футбол лигаси, OʻzPFL, ЎзПФЛ) é uma organização de futebol que administra e controla todo o sistema de ligas de futebol do país. Em 2008, por recomendação da Confederação Asiática de Futebol, foi separada da Federação de Futebol do Uzbequistão como uma organização separada.
Coordena competições de futebol profissional, como a Superliga , Liga Profissional, Primeira Liga, Copa do Uzbequistão, Taça da Liga, Supercopa do Uzbequistão, Campeonato do Uzbequistão Sub-19  e Sub-21. Organiza competições entre clubes de futebol, orienta sobre suas atividades esportivas e organizacionais e gerenciais, bem como sobre relacionamentos.
Promove a realização de competições de futebol em vários níveis em cooperação com ministérios, departamentos, empresas e organizações do Uzbequistão.
É uma das ligas líderes no continente asiático em licenciamento.
Em março de 2024, cinco empresas no Uzbequistão eram patrocinadoras oficiais da liga.

## História
Em 1992, fazia parte da estrutura organizacional da Federação de Futebol do Uzbequistão e era a unidade responsável pela organização das competições de futebol profissional no Uzbequistão. No início de 2008, a Confederação Asiática de Futebol recomendou que a Federação de Futebol do Uzbequistão criasse o PFL como uma organização separada. Estabelecido em 20 de junho de 2008 na Assembleia Geral da Associação de Futebol, Clubes de Futebol do Uzbequistão e em 2 de julho registrado pelo Ministério da Justiça da República do Uzbequistão.
De 2008 a 2018, realizou o campeonato de futebol juvenil do Uzbequistão. De 2019 a 2023, supervisionou a realização do futebol feminino (Premier League, First League, Cup, Super Cup) e de 2017 a 2025 realizou o campeonato de futsal (Premier League, Cup e outros) do Uzbequistão. 
Em 10 de janeiro de 2023, tornou-se membro da Associação das Ligas Mundiais de Futebol Profissional.

## Meta e objetivos
O principal objetivo da Liga de Futebol Profissional do Uzbequistão é coordenar a realização de competições de futebol profissional no território da República do Uzbequistão entre times de futebol, respectivamente, da Super League, Pro League, First League, Major League e First Liga de Futsal, Copa do Uzbequistão, Copa da Liga, Supercopa do Uzbequistão, todas as categorias de idade do Uzbequistão, organização e condução de competições entre clubes de futebol, coordenação de competições de futebol profissional, organização e condução de competições entre clubes de futebol, bem como gerenciamento de seus esportes, organização e gestão atividades e relacionamentos.
Todos os meses, de acordo com a votação dos especialistas, são determinados os vencedores nas nomeações do melhor jogador, do melhor árbitro, do melhor golo da Super Liga Uzbeque e é organizado o trabalho de atribuição dos mesmos. Todos os meses, são determinados os vencedores do melhor clube de futebol do Uzbequistão, do melhor jogador feminino/masculino, do melhor árbitro e outras nomeações e são organizadas as suas atribuições no final do ano.

## Gerentes
Farkhad Magametov trabalhou como o primeiro chefe da organização em 2008-2017. De setembro de 2017 a 2019, Amon Gafurov liderou a organização. Mais tarde, em 2019-20, a organização foi liderada por Davron Shoquurbanov. Diyor Imamkhodjaev, que atuou temporariamente como Diretor Geral de 2020 a 2022, foi nomeado Diretor Geral da organização em 2022.
| Nome                            | Nomeado                | Lançado    |
| ------------------------------- | ---------------------- | ---------- |
| Farkhod Abdulalievich Magometov | 09/04/2008             | 09/04/2017 |
| Aman Faizullaevich Gafurov      | 09/04/2017             | 17/06/2019 |
| Davron Gayratovich Shakurbanov  | 17/06/2019             | 26/05/2020 |
| Diyor Abrorovich Imamkhodzhaev  | A partir de 26/05/2020 | a data     |

### Comitê Executivo
Diyor Imamhodzhaev, Diretor Geral.
Odil Ahmedov, membro do Comitê Executivo, vice-presidente da Associação de Futebol do Uzbequistão.
To‘labek Akramov, membro do Comitê Executivo, vice-presidente do clube de futebol «Lokomotiv Tashkent».
Bahádír Mirzaev, membro do Executivo, diretor geral do clube de futebol da A.G.M.C.
Alisher Yusupov, membro do Comitê Executivo, dirigente do clube de futebol Nasaf.
Oybekhan Ibrahimhanov, membro do Comitê Executivo, consultor jurídico da Liga Profissional de Futebol do Uzbequistão.

## Competições sob jurisdição do PFL do Uzbequistão

### Campeonato de Futebol do Uzbequistão

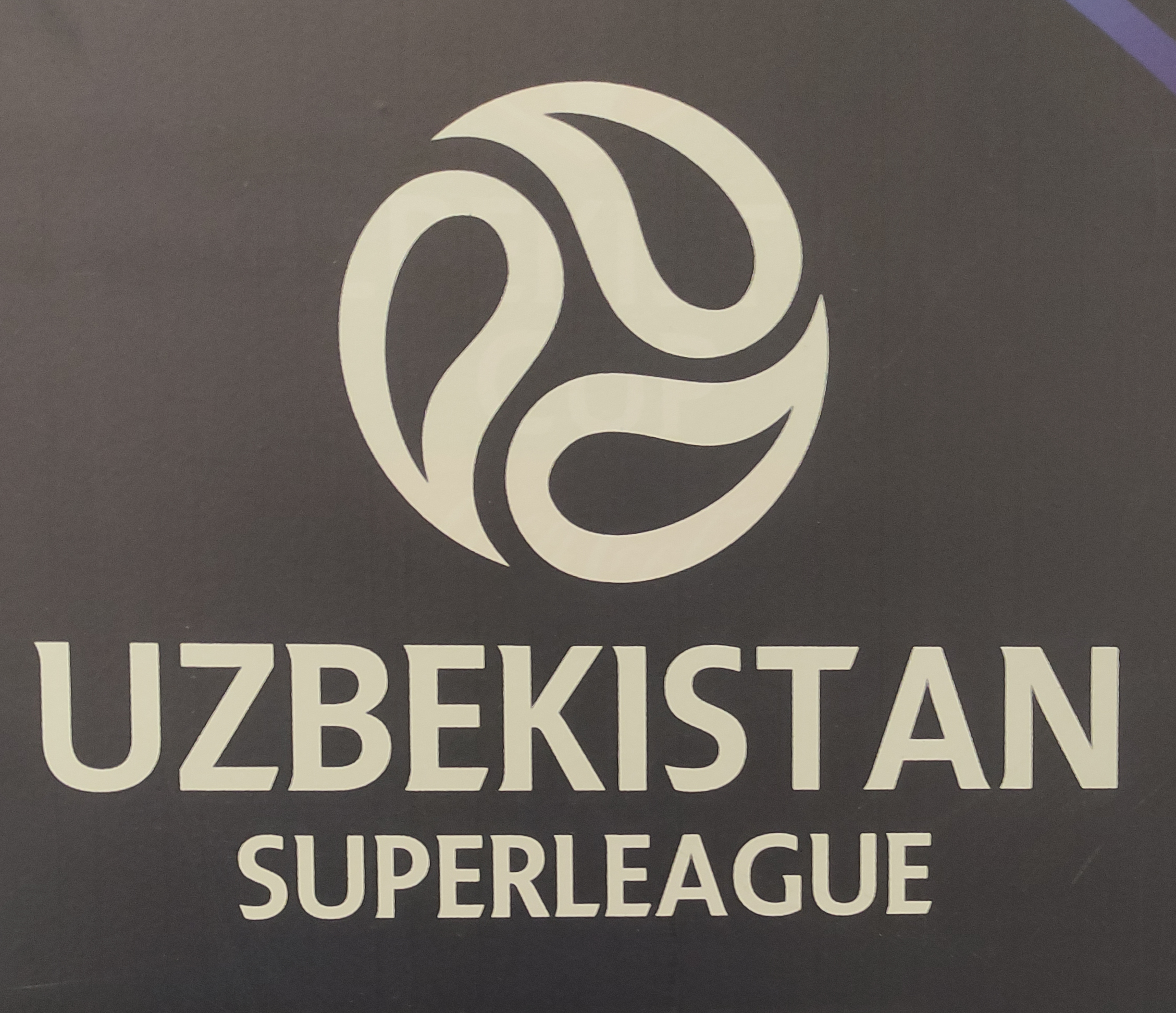
A Super Liga do Uzbequistão

A Super Liga do Uzbequistão é a divisão mais alta do sistema de competições de futebol do Uzbequistão, na qual participam clubes de futebol profissionais.  Foi criada em 1992 com o nome de Liga Suprema. O campeonato será realizado de março a novembro e cada equipe jogará 26 partidas. A partir de 2019, o patrocinador principal será chamado primeiro de Pepsi Super League e, depois, de Coca Cola Super League a partir de 2020. A partir de 2024, será chamada de Artel Super League. Na história dos campeonatos do Uzbequistão, um total de 45 clubes participaram, e apenas 8 deles chegaram ao pódio do campeonato: "Pakhtakor" - 16 vezes, "Neftchi" - 5 vezes, "Bunyodkor" - 5 vezes, "Lokomotiv" - 3 vezes, "Dostlik" - 2 vezes, MHSK - 1 vez, "Navbahor" - 1 vez, "Nasaf" - 1 vez. Em anos diferentes, o número de equipes no campeonato do Uzbequistão foi diferente. Nos primeiros anos, 16 equipes participaram do campeonato, depois, em anos diferentes, o número de equipes foi de 14, 18 e 20. Em 2025, o número de equipes campeãs será de 16.

### Copa de Futebol do Uzbequistão
Copa Nacional de Futebol organizada pela Liga Profissional de Futebol do Uzbequistão. A competição é realizada desde 1992. O primeiro vencedor da taça foi o clube Navbakhor. Os vencedores da Copa do Uzbequistão se classificam para a Liga dos Campeões da AFC.
O clube de futebol Pahtakor é considerado recordista em número de vitórias na Copa do Uzbequistão (13 vezes). Os clubes "Bunyodkor" e "Nasaf" venceram 4 vezes cada, "Navbahor" e "Lokomotiv" - 3 vezes cada, "Neftchi" - 2 vezes, "AGMK", "Andijan" e "Dustlik" - 1 vez cada.

### Copa PFL de Futebol do Uzbequistão
A Copa da Liga do Uzbequistão é uma competição anual de futebol masculino. As competições, realizadas desde 2010 pela Liga Profissional de Futebol do Uzbequistão e pela Associação de Futebol do Uzbequistão, não foram realizadas em 2016-2018. A Copa da Liga do Uzbequistão foi organizada pela primeira vez em 2019. Participarão principalmente clubes do Uzbequistão, bem como clubes de futebol do Quirguistão, Tadjiquistão, Turcomenistão e Cazaquistão por sugestão do UzPFL. O primeiro vencedor da competição foi a equipa de Tashkent “Pakhtakor”.

### Supercopa de Futebol do Uzbequistão

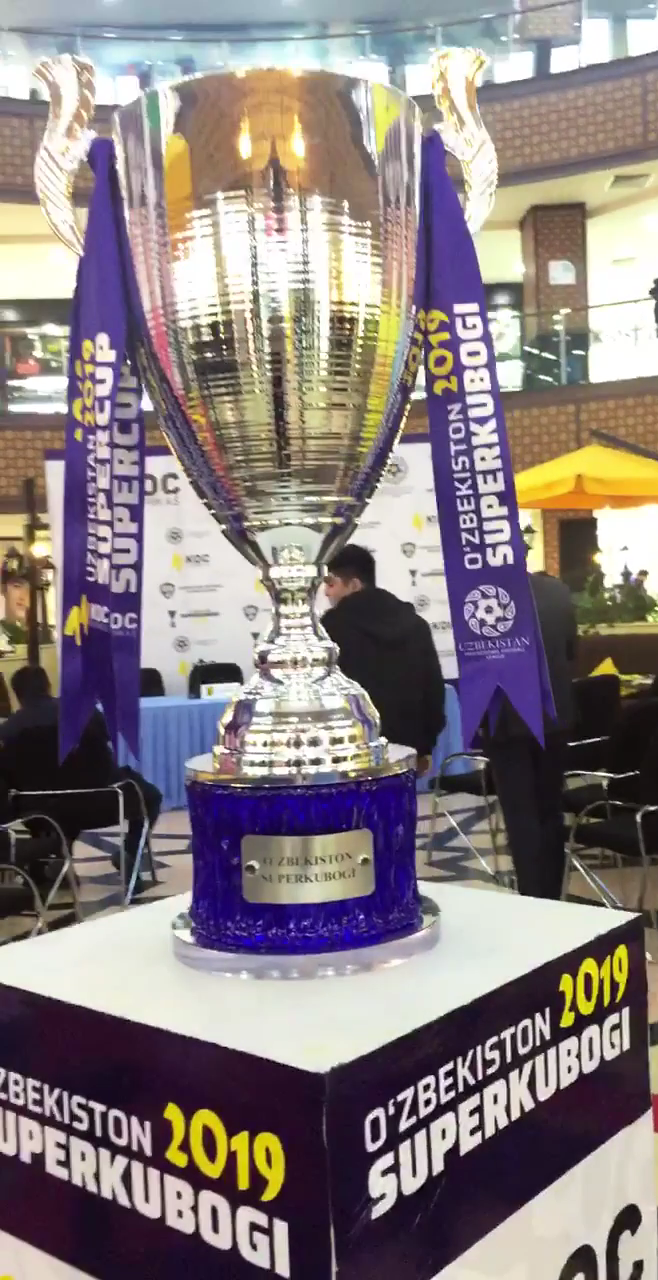
Supercopa do Uzbequistão 2019

Uma competição que consiste em uma partida entre o atual vencedor da Copa do Uzbequistão e o atual vencedor da Superliga do Uzbequistão. Se um time vencer a Copa e a Superliga, então no jogo pela Supercopa enfrentará o time que ficou em segundo lugar na Superliga. O jogo pela Supercopa do Uzbequistão é tradicionalmente realizado no final de fevereiro ou início de março, abrindo a nova temporada de futebol no país. Geralmente realizado em estádio neutro para ambas as equipes.
Organizado conjuntamente pela Associação de Futebol do Uzbequistão.

### Pro-Liga de Futebol do Uzbequistão
De acordo com a decisão da direção do PFL datada de 21 de novembro de 2017, a Primeira Liga do Uzbequistão foi oficialmente renomeada como Pro League do Uzbequistão desde a temporada de 2018. A liga foi reduzida de 18 para 16 times.

### Primeira Liga do Uzbequistão
Realizado desde 2010. Desde 2010, as competições da primeira liga foram divididas em duas regiões: leste e oeste. As equipes da região Leste incluem clubes de futebol das regiões de Andijan, Namangan, Fergana e Tashkent . As equipes da região oeste incluem clubes de futebol das regiões Syrdarya, Jizzakh, Navoi, Samarkand, Kashkadarya, Surkhandarya, Bukhara, Khorezm e da República do Karakalpakstan. Número de equipes participantes em cada região: 14.
A Primeira Liga do Uzbequistão era anteriormente uma competição menor no sistema de futebol. Após a criação da Pro League em 2018, a Primeira Liga foi reorganizada a partir de 2020 e hoje é a competição de terceiro nível do país.

### Campeonato de Futebol do Uzbequistão (sub 21)
Uma competição em que as equipes juvenis da Superliga jogam no sistema de futebol do Uzbequistão . De acordo com os regulamentos da UzPFL, participarão jogadores com menos de 21 anos. Os jogos do Campeonato Sub-21 serão organizados um dia após o jogo das seleções principais.

### Campeonato de Futebol do Uzbequistão (sub 19)
A seleção juvenil Sub-19 defenderá a honra do Uzbequistão no Campeonato Mundial de Futebol Juvenil (Sub-20), no Campeonato Asiático Sub-19 (Sub-19) e em outros torneios. Competição entre equipes sub-19 de clubes da Super League e Pro League. O Campeonato Sub-19 foi fundado em 2021. Nele, todos os clubes das duas primeiras divisões lutarão pela vitória junto com seus alunos. Competição entre equipes sub-19 dos clubes da Super League e Pro League. O Campeonato Sub-19 foi fundado em 2021 . Nele, todos os clubes das duas primeiras divisões lutarão pela vitória com seus alunos.

## Competições em parceria

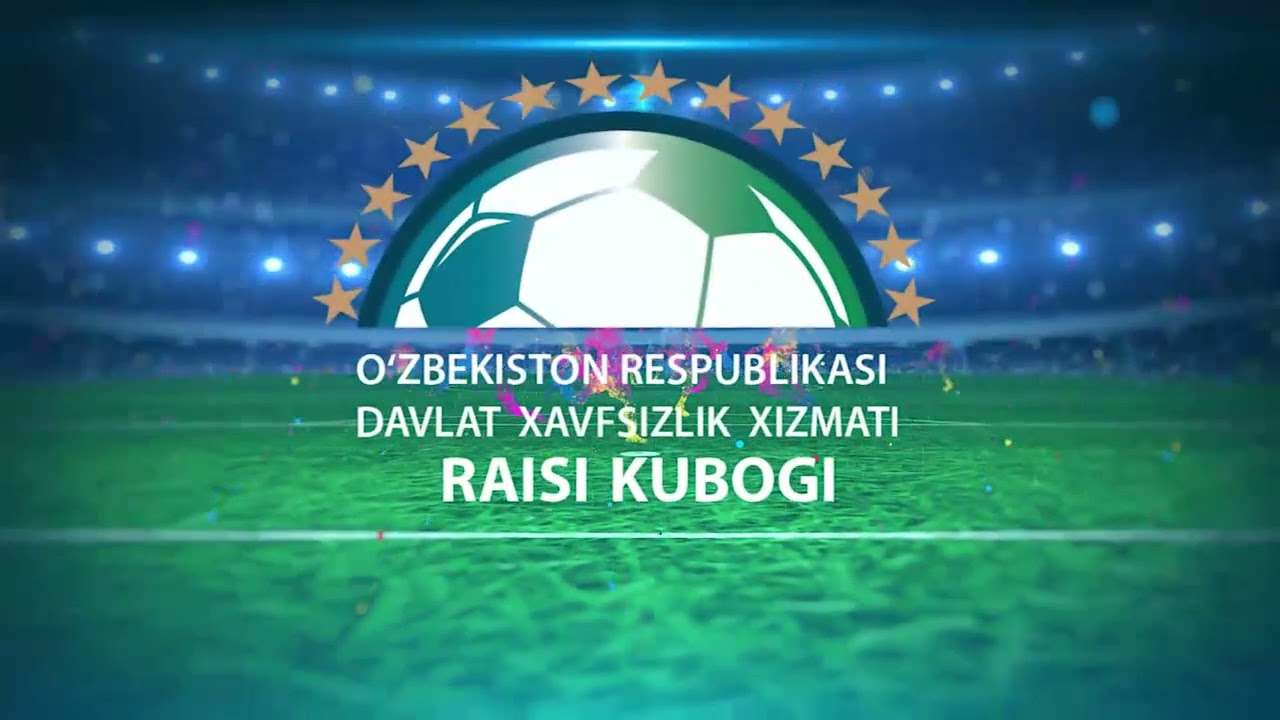
Emblema da Copa do Serviço de Segurança do Estado do Uzbequistão

Em parceria com o Serviço de Segurança do Estado, o Ministério dos Esportes e a Agência para Assuntos da Juventude da República do Uzbequistão, realiza as competições da Copa SSS.
Também organiza competições de taças estudantis em colaboração com o Ministério do Ensino Superior, Ciência e Inovação, o Ministério da Administração Interna e a Associação de Futebol.

## Patrocinadores
Em 2018, a Liga de Futebol Profissional do Uzbequistão estabeleceu parceria com a Pepsi. Desde 2019, a Coca-Cola Beverage Uzbekistan é a patrocinadora principal da Superliga do Uzbequistão. Na mídia e em eventos oficiais, a primeira divisão do campeonato de futebol do Uzbequistão é chamada de Superliga Coca-Cola. Em 2020, estabeleceu cooperação com a seguradora Apex Insurance. A empresa oferece seguro saúde para mais de 1.500 jogadores profissionais inscritos na liga. De 2021 a 2022, os patrocinadores foram Epsilon, Madad Invest Bank Joint Stock Company, Turon Eco Cement e Jizzakh Battery Plant. Em 16 de março de 2023, a empresa BMB Holding tornou-se patrocinadora oficial da Superliga. Além disso, durante 2023, o portal de informações Olcha.uz e a companhia aérea privada Centrum Air tornaram-se parceiros da Liga de Futebol Profissional do Uzbequistão. Em 28 de fevereiro de 2024, a maior marca do mercado de eletrodomésticos do Uzbequistão , Artel, tornou-se patrocinadora titular da Superliga até o final de 2026. Em 12 de março de 2024, Uzcard tornou-se parceiro oficial da Liga de Futebol Profissional do Uzbequistão.

## Conquistas

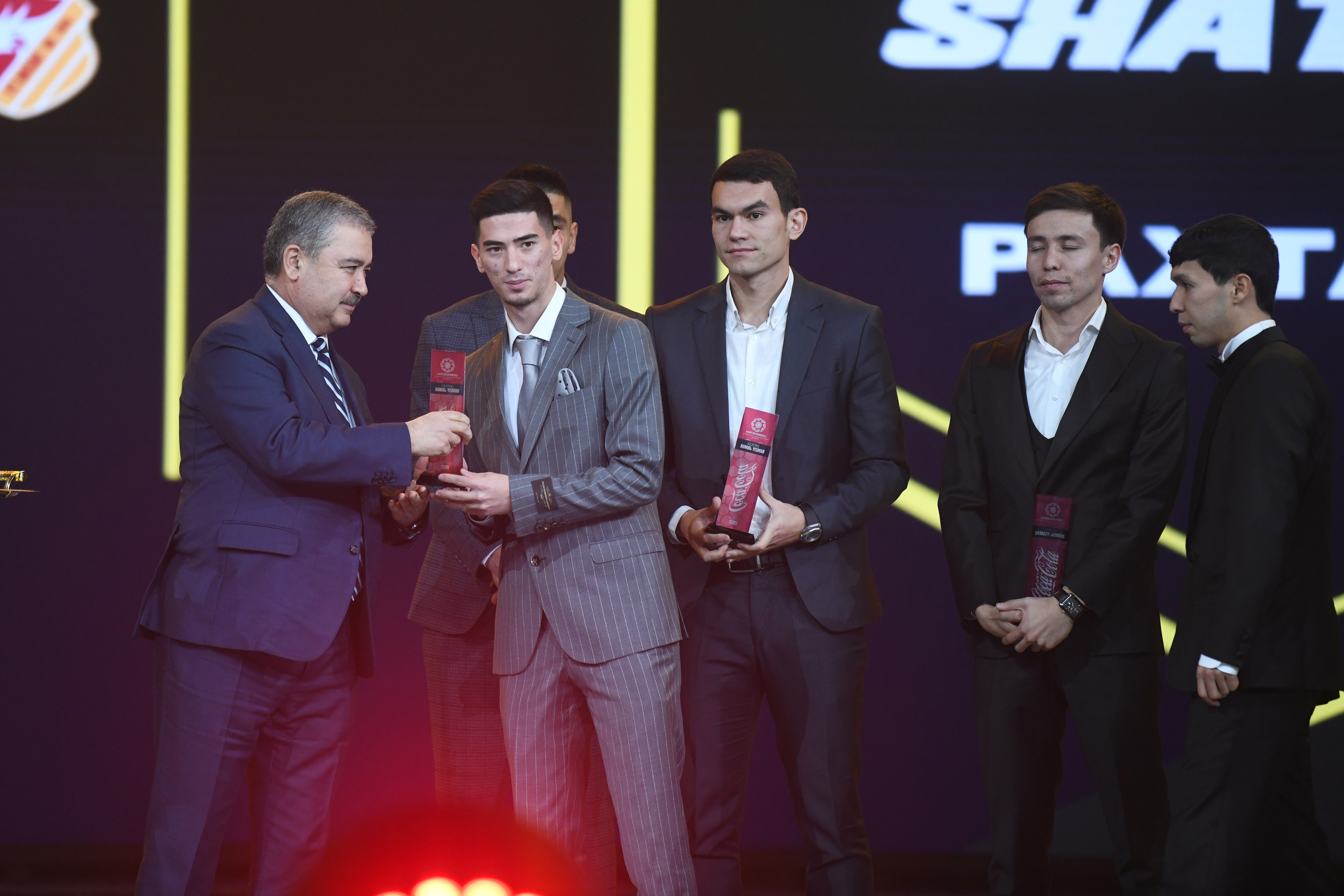
Cerimônia de Premiação UzPFL 2022

A liga de futebol profissional do Uzbequistão é uma das líderes em licenciamento no continente asiático. No final de 2021, 12 clubes do Uzbequistão conquistaram a licença da Confederação Asiática de Futebol, o que foi registado como o 3º melhor resultado do continente. Em 2021, entre as seleções femininas, 2 clubes do Uzbequistão se tornaram os primeiros na Ásia a obter licenciamento com sucesso.
O Ministério da Justiça da República do Uzbequistão e a Associação Nacional de Organizações Não Governamentais do Uzbequistão incluíram o UzPFL na lista das “20 organizações não governamentais mais transparentes” com base nos resultados de 2021.